# Mars 1848

## Événements
- Début de la première guerre des Duchés (1848-1851).
- Le pape octroie une constitution à ses États.

- 1er mars :
  - France :
    - la Société du Peuple du VIIIe arrondissement témoigne sa profonde méfiance à Victor Hugo, dont elle juge le républicanisme douteux;
    - abrogation du serment pour les fonctionnaires.

  - Suisse : à Neuchâtel, les républicains prennent le pouvoir et rejettent toute souveraineté du roi de Prusse. Ils effectueront une marche à travers le canton (Du Locle à Neuchâtel), pour prendre le château de Neuchâtel.

- 2 mars, France :
  - la journée de travail est ramenée à dix heures à Paris et onze en province;
  - place des Vosges, Victor Hugo prononce un discours pour « la plantation d'un arbre de la Liberté »;
  - proclamation du suffrage universel masculin.
  - Le duc d’Aumale envisage la pacification totale de la Kabylie, mais la révolution de 1848 l’oblige à s’embarquer le 2 mars pour l’Angleterre où il rejoint la famille royale en exil.

- 3 mars :
  - Kossuth réclame à la diète de Presbourg une constitution pour la Hongrie et fait adopter une adresse à l’empereur.
  - Karl Marx reçoit en même temps une expulsion hors de la Belgique et une invite (par le gouvernement provisoire) à résider en France.

- 4 mars :
  - France : liberté de la presse et liberté de réunion.
  - Charles Albert, roi de Sardaigne, proclame une Constitution pour le Piémont et la Sardaigne, le Statuto qui adopte le drapeau tricolore de 1796.

- 5 mars :
  - Réunion des libéraux allemands à Heidelberg qui convoquent un Parlement préparatoire (Vorparlament). Début de la révolution allemande.
  - France :
    - Une Assemblée constituante est convoquée. Elle doit être élue le 9 avril au suffrage universel direct par tous les Français domiciliés âgés de 21 ans.
    - Suffrage universel masculin.

- 6 mars :
  - Les corporations de Basse-Autriche réclament des droits politiques pour le peuple, la suppression de la censure, la publicité des procédures judiciaires et l’institution des jurys.
  - France : Jules Michelet reprend son cours. Organisation des Ateliers nationaux.

- 7 mars, France : l’arrêté révoquant Prosper de Barante de sa fonction d'ambassadeur à Pétersbourg est signé par… Lamartine, alors ministre des Affaires étrangères du gouvernement provisoire.

- 8 mars, France : ouverture de la garde nationale à tous les citoyens.

- 9 mars, France :
  - abolition de la prison pour dettes;
  - Armand Marrast remplace Garnier-Pagès à la mairie de Paris.

- 11 mars :
  - à Prague, Tchèques et Allemands exigent des réformes constitutionnelles, l’autonomie des pays de la couronne de Bohême et le respect des droits des deux nations;
  - France : classant ses manuscrits, Victor Hugo prévoit (entre autres) les recueils suivants : Les Contemplations, Les Petites Épopées, La Poésie de la rue, Les Quatre Hymnes du Peuple.

- 12 mars, France : abolition des châtiments corporels.

- 13 mars : nuit du 13 au 14 mars, France. Hugo (Choses vues T1 p 655) : "Cette nuit quatre hommes ont traversé le faubourg Saint-Antoine portant un drapeau noir avec cette inscription : Guerre aux riches. Ils ont été arrêtés par une patrouille de garde mobile commandée par un jeune capitaine de dix-huit-ans appelé Baudoin. Le drapeau était fait avec un jupon de femme.".

- 13 - 14 mars : révolution de Vienne. Manifestation au Landhaus à Vienne (13 mars). La troupe ouvre le feu et l’agitation s’étend aux faubourgs. Metternich démissionne et s’enfuit. La cour octroie la liberté de la presse et promet une constitution. Les forces révolutionnaires s’organisent (comité bourgeois de sécurité, garde nationale, comité central).

- 15 mars :
  - France : cours forcé des billets de banque (Paris). Le gouvernement provisoire émet, pour faciliter la circulation monétaire, des coupures de 100 francs et, pour remplir les caisses, fait augmenter de 45 % tous les impôts directs (impôt des quarante-cinq centimes).
  - Russie : droit des serfs d’acquérir des terres non peuplées et des immeubles, avec l’accord de leur maître.
  - La révolution éclate à Budapest. Petöfi et ses amis organisent une manifestation qui porte aux autorités un programme national et libéral en 12 points (liberté de la presse, suppression de la censure, ministère responsable et Assemblée nationale à Budapest, égalité de droits civique et religieuse, contribution égale de tous aux charges publiques, suppression des redevances seigneuriales, Banque nationale, forces armées nationales, libération des prisonniers politiques, réformes judiciaires, union avec la Transylvanie). Le conseil de lieutenance capitule devant la foule et le comte Batthyány devient le président du conseil du premier ministère responsable de l’histoire hongroise.

- 16 mars, France : impôt des 45 centimes.

- 17 mars :
  - France :
    - journée révolutionnaire à Paris;
    - à la demande d'une délégation conduite par le révolutionnaire Auguste Blanqui, le gouvernement provisoire accepte de reporter les élections, mais seulement jusqu'au 23 avril, jour de Pâques. Les socialistes craignaient de voir les notables conservateurs encadrer les populations paysannes et réclamaient un report significatif pour se donner le temps d'éduquer les masses;
    - Caussidière est nommé préfet de police.

  - Révolution à Venise.

- 17 - 19 mars : révolution de Berlin. Assemblée constituante.

- 18 mars :
  - Les garnisons autrichiennes sont chassées d'Italie centrale. Abolition des servitudes féodales en Hongrie.
  - La population de Berlin se soulève contre la bureaucratie, les hobereaux et le militarisme.

- 18 - 22 mars : révolution à Milan.

- 18 - 23 mars : les soulèvements à Rome, Messine, Reggio et Milan débouchent sur les Cinq Jours et le retrait des troupes autrichiennes du général Radetzky d'Italie centrale.

- 18 mars - 24 mars : l'écho de la révolution parisienne se répand en Europe: les Berlinois s'insurgent et contraignent Frédéric-Guillaume à convoquer un Parlement pour la rédaction d'une constitution; Venise se soulève aux cris de « l'Italie libre! », les Milanais chassent les troupes autrichiennes. Le 24 mars, le Piémont entre en guerre contre l'Autriche.

- 19 mars :
  - Pour gagner du temps, Frédéric-Guillaume IV de Prusse constitue un ministère libéral dirigé par Camphausen.
  - Ayant quitté Paris le 14 afin de préparer les élections, Alexis de Tocqueville prononce avec succès à Valognes une allocution qui présente sa candidature et son adhésion sincère à la République : « N'avons-nous pas renversé la vieille royauté… La royauté de dix siècles en trois ans; la royauté de la branche aînée en trois jours; la royauté de la branche cadette en trois heures. Qui pourrait vouloir restaurer, à l'aide d'une nouvelle révolution, un principe si peu viable? […] Quant à moi, dès que la République a été proclamée, je l'ai acceptée sans hésitation, je l'ai adoptée sans arrière-pensée. J'ai voulu fermement, non seulement la laisser subsister, mais la soutenir de toutes mes forces. Je le veux encore. » L'après-midi, il se rend sans y avoir été convié au dîner patriotique de Cherbourg organisé par les commissaires de la République, et remporte l'adhésion du public grâce à un « petit pathos oratoire ».
  - France : début de l'affaire Libri ; un article du Moniteur dénonce les larcins du comte Libri, académicien et Secrétaire de la Commission des Manuscrits des bibliothèques de France, qui a pris la fuite en ayant dérobé des centaines de livres d'une valeur inestimable.

- 20 mars : à la suite du scandale provoqué par sa liaison avec l'aventurière irlandaise et fausse danseuse « espagnole » Lola Montès (Maria-Dolorès Eliza Gilbert), le roi de Bavière Louis Ier abdique.

- 22 mars :
  - Les Autrichiens sont chassés de Venise. Ils évacuent Milan.
  - Proclamation de la république à Venise par Daniele Manin et Niccolò Tommaseo.

- 24 mars : en Transylvanie, Simion Bărnuţiu (1808-1864), professeur du séminaire uniate de Blaj, lance une proclamation pour demander la reconnaissance des Roumains en tant que « Nation » et l’abolition du servage.

- 25 mars : révolution au Piémont, entrée en Lombardie. Les troupes piémontaises franchissent le Tessin et chassent les ducs de Parme et de Modène. Mazzini et Garibaldi décident de collaborer au mouvement. L’opinion publique contraint les princes italiens à envoyer des contingents pour soutenir les Piémontais.

- 26 mars : manifeste impérial. La Russie, rempart de l’Europe, ne se laissera pas gagner par la révolution.

- 29 mars, France : Victor Hugo publie sa Lettre aux électeurs. Il ne sera pas candidat à la Constituante, mais il ne refuserait pas son mandat s'il était malgré tout élu.

- 31 mars :
  - Réunion du Vorparlement qui décide de faire élire au suffrage universel une assemblée nationale afin d’établir une constitution pour l’ensemble de l'Allemagne.
  - France : publication du « document Taschereau » visant à discréditer Auguste Blanqui.

## Naissances
- 14 mars : Laura Fitinghoff, écrivaine suédoise († 17 août 1908).
  - Lise Tréhot, première compagne et modèle d'Auguste Renoir († 12 mars 1922).
- 31 mars : Diederik Korteweg (mort en 1941), mathématicien appliqué néerlandais.

## Décès
- 25 mars : Maximilien Dubois-Descours de la Maisonfort, général de division français (° 11 juin 1792)
- 27 mars : Gabriel Bibron (né en 1805), zoologiste français.